# Peribaea orbata
Peribaea orbata är en tvåvingeart som först beskrevs av Christian Rudolph Wilhelm Wiedemann 1830.  Peribaea orbata ingår i släktet Peribaea och familjen parasitflugor. Inga underarter finns listade i Catalogue of Life.